# چهل و دومین دوره المپیاد جهانی شطرنج
چهل و دومین دوره المپیاد جهانی شطرنج (انگلیسی: 42nd Chess Olympiad) بوسیلهٔ فیده (FIDE) در قالب ترکیبی ار رقابت‌های آزاد و زنان برگزار گردید. همچنین برگزاری چندین رویداد دیگر در این زمینه نیز، در باکو، جمهوری آذربایجان از ۱–۱۴ سپتامبر ۲۰۱۶ برنامه‌ریزی و اجرا شد. این دوره، نخستین باری بود که میزبانی المپیاد شطرنج به آذربایجان سپرده شده بود؛ با این حال، این کشور پیش از این، سابقهٔ میزبانی مسابقات مهمی از قبیل سوپر تورنومنت سالانهٔ شطرنج شامکیر به یاد فوقار قاسیموف (۱۹۸۶–۲۰۱۴) و جام جهانی شطرنج ۲۰۱۵ عهده‌دار بوده‌است.
تعداد شرکت کنندگان در این سری رقابت‌ها، ۱٬۵۸۷ نفر در قالب ۸۹۴ نفر در رویداد آزاد و ۶۹۳ نفر در رویداد زنان بود. تعداد تیم‌های شرکت کننده نیز ۱۸۰ تیم از ۱۷۵ کشور در بخش آزاد، و ۱۴۲ تیم از ۱۳۸ کشور در بخش زنان بود. همچنین کشورهای اریتره، کوزوو، و سودان جنوبی نخستین بار بود که در این رقابت‌ها شرکت می‌کردند. مکان برگزاری این رقابت‌ها، ورزشگاه کریستال باکو بود. ریاست داوری این رقابت‌ها، بر عهدهٔ داور بین‌المللی شطرنج آذربایجان، فایک حسنوف بود.
برندهٔ مدال طلای بخش آزاد، ایالات متحدهٔ بود که برای نخستین بار از سال ۱۹۷۶، و برای ششمین بار در مجموع، به این افتخار دست یافت. چین نیز برای نخستین بار از ۱۹۹۴، و پس از مدال نقره در المپیاد سه دورهٔ قبل، به پنج مدال طلا و عنوان قهرمانی در بخش زنان دست یافت.